# Boštjan Gorenc
Boštjan Gorenc (vzdevek Pižama), slovenski podcaster, pisatelj, komik, igralec, raper in prevajalec, * 8. april, 1977, Kranj.
Gorenc je posnel rap pesmi Poetična misija in Kr naprej, leta 1998 objavljeni na plošči skupine Pasji kartel, Kartelova teorija. Leta 2000 je bila njegova pesem DJ Gmh objavljena na  kompilaciji 5'00" of Fame – Za narodov blagor, ob 75-letnici RTV Slovenija pa je izšla njegova pesem Praznik slovenske besede. Kot Sadžama je v samozaložbi leta 2004 izdal EP ploščo Božič po domače. Leta 2004 je na kompilaciji HipHop Kuhna izšla še njegova pesem Gdo se je zbau?.
V vlogi igralca je nastopal v predstavah Gledališča čez cesto v Kranju Guma s.p. (1997), Vrnitev (1998) in Klavnica (1999), leta 2002 pa v plesni predstavi Andreje Rauch, Rebeka. Leta 2003 je sodeloval pri ustanovitvi BB Teatra v Kranju, kjer je nastopal v črni komediji Hočem nazaj. Od leta 1998 je sodeloval tudi v Improligi in Improklubu v KUD France Prešeren. Leta 2011 je vodil medijsko prireditev Viktorji skupaj z Lucijo Ćirović. Leta 2014 je začel nastopati s celovečerno stand up komedijo Petdeset odtenkov njive.
Kot prevajalec se ukvarja predvsem z otroško in fantazijsko literaturo. Med drugim je prevedel serijo knjig Kapitan Gatnik in fantazijske Pesem ledu in ognja ter Dobra znamenja. Leta 2016 je izdal svoj književni prvenec sLOLvenski klasiki 1.
V gledališču se je po srednješolskih predstavah najprej poskušal v kranjskem Gledališču čez cesto, leta 2004 pa je Bojanu Beštru pomagal pri ustanovitvi BB teatra. Istega leta se je pri predstavi in plošči Črni kuhna, ki združi ljudske pripovedi, etno glasbo in rap, spoznal s Petrom Kusom, s katerim sta soidelovala pri številnih gledaliških in glasbenih projektih.
V študijskih letih se je spoznal tudi z gledališko improvizacijo, ki ga še vedno drži v objemu. V Impro ligi je dolga leta tekmoval kot član veteranske ekipe Veselička, zdaj pa nastopa z improvizacijsko skupino Improleptika. Leta 2011 je postal zmagovalec prve (in zaenkrat edine) sezone Impro TV na nacionalni televiziji. Kmalu po prvih korakih v Impro ligi je postal reden moderator impro tekem, kjer se je zbližal s formo stand up komedije.
Prve prave standuperske korake je naredil leta 2004, ko ob vstopu Slovenije v EU v ljubljanskem KUD-u Franceta Prešerna priredijo priložnostno stand up ekshibicijo, čeprav je na istem odru že nekaj let pred tem in prav tako v okviru Impro lige skupaj z Juretom Zrncem in Janezom Usenikom sodeloval v proto-stand up večeru. Od leta 2007 do 2009 nastopa s Komikazami, ko iz njih nastane ohlapnejši kolektiv, pa samostojno nadaljuje z uspešno stand up kariero, tako na klubskih in gledaliških kot tudi korporativnih nastopih. Leta 2011 z Lucijo Ćirović oidvodi Viktorje, med leti 2011 in 2013 pa je na Valu 202 vodil radijsko stand up oddajo Naval smeha. Nastopil je tudi v oddaji Planet Stand-up, trenutno pa po odrih orje s samostojno predstavo 50 odtenkov njive.
Poleg učenja nepravilnih glagolov se je v času študija intenzivno ukvarjal z repom. S komadom Dj gmh! se je pojavil na prvi slovenski hip hop kompilaciji 5′ of fame, še posebej pa ga je navduševal prosti slog. Z N’tokom, Valterapom in Trkajem je deloval v Rodbini Trgavšek, udeleževal pa se je tudi državnih prvenstev v freestylu, kjer je po treh tretjih mestih na četrtem prvenstvu leta 2008 v ljubljanskih Križankah tudi zmagal. Vmes je snemal komade s Pasjim kartelom, Pando in drugimi. Nastopal je na Novem/Off rocku 1998 v Križankah in bil član kolektiva Bast pod taktriko Alda Ivančiča. Zadnja leta njegov raperski mikrofon počiva v omari, prah pa z njega obriše na vsake kvatre enkrat, kot na primer za sodelovanje na projektu Etnotronika ali občasno rimanje z novojarškimi Badalami.
Tisti del Boštjanovega ustvarjanja, ki je mogoče manj na očeh javnosti, zavzema pisano besedo. Z Matejem de Ceccom ustvarjata strip za revijo Pil, za revijo Joker piše kratke zgodbe in opise namiznih iger, občasno objavlja tudi v drugih publikacijah, v letih 2007 in 2008 pa je na založbi Mladinska knjiga delal kot urednik za mladinsko leposlovje. Največji delež pisnega delovanja zavzema prevajanje. Boštjan se je profiliral kot prevajalec otroške in fantazijske literature. Zaslužen je za prevode priljubljenih otroških serij knjig o Kapitanu Gatniku in Gospodu Gnilcu, medtem ko ga odrasli bralci poznajo kot prevajalca sodobne fantazijske serije Pesem ledu in ognja ter komično apokaliptičnega romana Dobra znamenja, ki mu je prislužil uvrstitev na Častno listo IBBY.
Šnofi je svojo priložnost dočakal tudi v knjigi Šnofijeva druščina, ki je izšla 2015, v začetku 2016 pa je na knjižne police priromal Boštjanov solistični prvenec sLOLvenski klasiki 1, v katerem postavlja temeljna dela slovenskega slovstva v kontekst sodobne spletne komunikacije.
Sodeluje pri vodenju več oddaj na podcast mreži Apparatus.